# Chondrostega
Genre
Le genre Chondrostega regroupe des insectes lépidoptères de la famille des Lasiocampidae.

## Liste des espèces
Selon BioLib (5 janv. 2014)
- Chondrostega constantina Aurivillius, 1894.
- Chondrostega darius.
- Chondrostega götschmanni Stertz.
- Chondrostega hyrcana Staudinger, 1871.
- Chondrostega intacta Püngeler.
- Chondrostega longespinata Aurivillius, 1894.
- Chondrostega murinum Aurivillius, 1927.
- Chondrostega osthelderi Püngeler, 1925.
- Chondrostega palaestrana (Staudinger, 1891).
- Chondrostega pastrana Lederer, 1858.
- Chondrostega ruficornis Aurivillius, 1921.
- Chondrostega tingitana Powell, 1916 — Tingitane.
- Chondrostega vandalicia (Millière, 1865) — Andalouse.